# 위성방송
위성방송(衛星放送, 영어: Satellite Broadcasting)은 통신위성이나 방송위성을 이용하는 위성TV 방송이다. 방송위성과 연계(relay)해 시청자의 위치로 텔레비전 프로그램을 직접 전달하는 것을 말한다.

## 개요
지상파에 의한 방송에서는 전망이 좋은 산이나 비싼 전파탑에 설치된 송신소로부터 VHF대 또는 UHF대(난시청 지역 등에서는 SHF대)의 주파수를 이용한다. 이 경우, 수신 가능한 지역은 안테나가 보이는 범위의 근린 지역에 한정된다. 위성방송은 적도 상공 약 35.786km에 있는 정지위성에 중계기(트랜스폰더)를 설치해, 지구에서 송신한 전파를 수신한 후 별도의 주파수로 변환해 지구상으로 향해서 재발송신해 그 전파를 시청자·청취자가 파라볼라안테나로 수신하는 방송이다. 정지궤도에서는 지구의 거의 반구가 보이기 때문에 광범위한 수신이 가능하다.
미국에서는 일찍부터 케이블 텔레비전(CATV)가 보급되었지만, 위성방송인 디렉 TV등이 쫓고 있다. 아시아나 유럽 등에서는 국경을 넘은 텔레비전 방송이 보급되어 있다. 한편 일본에서는 BS(방송위성), CS(통신위성)와 케이블 TV와의 경합을 볼 수 있으며, 대한민국도 다매체 다채널 서비스가 활성화된 일본과 비슷하게 가입자 수가 포화 상태에 이르고 있는 IPTV 서비스보다 보급률은 낮은 편이지만, KT의 제휴 결합상품인 '지니TV 스카이라이프'의 경우, KT 결합 상품 가입자에게 위성 단일 상품보다 폭 넓은 요금 할인 혜택 등 경제적 이익을 제공하고 있다.
또한, 위성방송의 목적으로 당초는 인구가 적은 지역에 있어서의 산세가 험한 난시청 지역의 해소(즉 기존 방송 컨텐츠의 재발송신)를 들 수 있었지만, 다매체 다채널 시대에 대비해서, 정부 차원의 사교육비 경감 및 학교 공교육 보완대책 등 국책 사업의 일환으로 개국한 EBS 위성 교육방송의 대표적 선례처럼, 지상파 방송에서 할 수 없었던 전문성이 가장 높은 수준의 프로그램을 제공하는 등 채널을 늘리는 목적의 방송이 넓게 행해지게 되었다.
더욱이, KT스카이라이프가 개발한 DCS 방식의 경우, KT의 인터넷 네트워크망 사용 시, 서울, 경기 및 5대 광역시(인천, 부산, 광주, 대구, 대전)인 경우, 별도의 접시형 안테나 설치 없이 위성 신호를 IP신호로 변환하여 인터넷 데이터 전송망을 통해서, 아파트 등 다세대 주택에 설치 가능한 방식이므로, OTT 서비스 등 부가 통신 서비스를 이용할 수 있다.

## 특징
방송은 이전에는 지상의 안테나 설비로부터 송신하고 있었다. 그러나 로켓 기술의 진보에 의해 인공위성을 이용한 방송이 가능해졌다. 인공위성을 이용하는 것으로 지상 설비를 생략 할 수 있어 우주로부터 지표에 향하여 광범위하게 송신할 수 있다. 이 때문에 지상의 안테나로 문제가 되어 있던 산세가 험한 난시청 지역의 문제가 해소되는 것과 동시에 보다 많은 정보량을 용이하게 방송할 수 있게 되었다.
그러나 위성방송을 실시하려면 방대한 초기 비용이 걸리고, 도입까지의 도정이 길다고 하는 문제가 항상 따라다닌다. 또 방송을 개시할 수 있다고 해도 인공위성 수명의 문제나 스페이스 데브리 충돌 등에 의해서 인공위성을 사용할 수 없게 되면 금세 미디어로서의 기능을 잃어버린다. 그것으로부터 항상 대체가 되는 인공위성을 확보해 두지 않으면 안 되는 등 문제점도 많다. 이 점에서는 기존의 방송용 인공위성을 많이 가진 항공 우주 산업 선진국이 유리하지만 시대와 함께 그 이외의 국가에서도 행해지게 되었다.

## 이용
위성방송은 위성통신과는 달리 한방향의 미디어이기 때문에 텔레비전 방송이나 라디오 방송으로서의 이용이 대부분이다. 국경을 고려할 필요가 없고, 지상의 설비가 최소한으로 억제되는 것부터 지상 송신국의 설치가 곤란한 장소에서 자주 사용되지만 그렇게 말한 제약이 없더라도 인공위성을 렌탈 등으로 조달하는 것으로 초기 비용이 큰폭으로 싸게 끝나는 경우, 상용적인 이용으로 위성방송을 하는 일이 있다.

### 도입
위성방송을 도입할 때까지의 흐름은, 인공위성을 자기 부담으로 쏘아 올릴지 아니면 기존의 것을 사용할 것인지에 따라서 크게 비용이 다르다. 일반적으로 다기능 통신위성을 미국 등에서 렌탈하는 것이 많지만, 군사적 리스크가 항상 따라다니는 것부터 굳이 자기 부담으로 인공위성을 쏘아 올리는 나라도 존재한다. 그러나 그렇게 말한 나라의 상당수는 로켓 발사 기술이 없기 때문에, 발사는 그 기술을 가진 타국에 맡기고 있는 경우도 많다.
위성방송에 유용되는 기존의 인공위성은 학술목적 혹은 군사통신 목적으로의 통신위성이 이용된다. 많게는 발사 후 5년 정도가 경과한 구식의 것이며, 통신의 속도로서는 고속은 아니지만 방송에는 충분한 송수신 성능을 가진다.

### 전파
위성방송은 다운링크에 12기가 헤르츠의 주파수를 사용하고 있다. 파장은 약 2.5cm 정도이다. 기후에 의해 영상 상태에 영향이 있는 것은 이 파장 때문이다. 즉 큰 비가 오면 빗방울이 10mm 정도가 되어, 말하자면 10mm의 기둥이 있는 곳에 파장 2.5cm의 전파가 진행되므로 짧은 파장의 전파는 빗방울에 무디어져 전파가 감쇠해 텔레비전 화상이 흐트러지는 등의 현상이 나온다. NHK 시청자 홍보실에 의하면 비가 내릴 때의 대책으로서는 기본적으로는 파라볼라안테나의 직경을 한층 크게 하면 모으는 전파도 증가해 해결할 수 있다고 한다.
더욱이, 위성방송은 마이크로웨이브를 이용한 지상파 방송과는 달리, 위성까지 왕복하는데 걸리는 시간과 디지털 신호로 압축 복원하는 시간이 다소 소요되므로, 수신자에게 약간 늦게 도달하여, 1초 딜레이(지연) 현상이 간헐적으로 발생하는 경우가 있다.

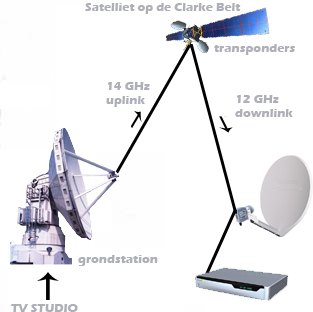
위성TV 다이아그램

## 역사
1974년에 미국이 응용기술 위성 ATS-6으로 2.6 GHz대로 중계 실험을 한 것이 최초이고, 1976년에 캐나다에서는 통신기술 위성 CTS로 방송 실험을 했다. 이러한 시험으로 위성방송의 기술의 확립이 증명된 것으로부터 후에 상용 용도로서의 이용이 확대되게 된다.
대한민국에서 1996년 7월 1일 무궁화위성이 발사됐던 KBS 위성방송을 개국하였으며, 2002년 3월 1일 스카이라이프 여러 채널이 본방송을 개시하였다.
더욱이, 북한의 조선중앙TV의 경우, 1999년 7월 3일에 태국 굴지의 통신 위성 사업자인 시나와트라 새틀라이트 사와 업무 협약을 맺고, 인도양 상공에 떠 있는 '타이콤 3(Thaicom 3)'라는 인공 위성 신호를 통해 아시아와 태평양 국가를 비롯한 유럽 전역까지 시험 방송하여, 같은 해 10월 10일부터 본방송으로 전환한 바 있다.

## 같이 보기
- KT스카이라이프
- 수신 제한 시스템